# Ostracoberycidae
Ostracoberycidae é uma família de peixes da subordem Percoidei, superfamília Percoidea.

## Lista de espécies
Espécies válidas segundo FishBase :
- Ostracoberyx dorygenys   Fowler, 1934
- Ostracoberyx fowleri 	 Matsubara, 1939
- Ostracoberyx paxtoni 	 Quéro & Ozouf-Costaz, 1991